# Prickbomal
Prickbomal (Monopis imella) är en fjärilsart som beskrevs av Jacob Hübner. Prickbomal ingår i släktet Monopis och familjen äkta malar. Enligt den finländska rödlistan är arten sårbar i Finland. Arten är reproducerande i Sverige. Artens livsmiljö är parker, gårdsplaner och trädgårdar. Inga underarter finns listade i Catalogue of Life.

## Bildgalleri

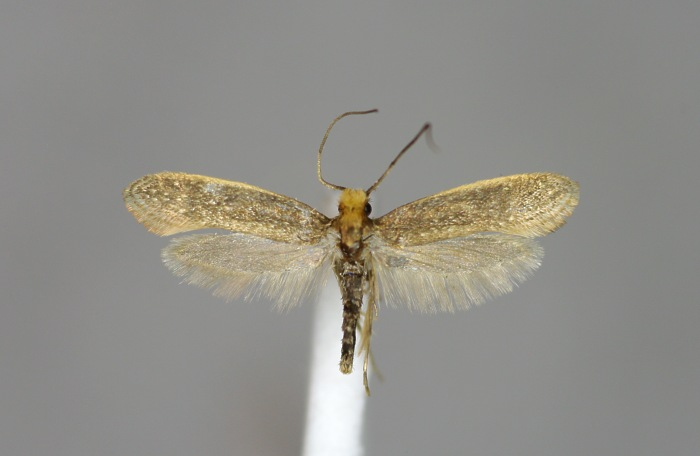